# Anne Henrietta a Angliei
Henrietta Anne a Angliei, ducesă de Orléans (26 iunie 1644 - 30 iunie 1670), numită în familie Minette, a fost cea mai mică fiică a regelui Carol I al Angliei și a Mariei Henrietta a Franței.Henrietta s-a născut la Casa Bedford, Exeter. La două săptămâni de la nașterea ei, mama sa a părăsit țara lăsând-o în grija lui Lady Villiers până a împlinit doi ani. După ce tatăl său a fost îndepărtat de la tron și Anglia declarată republică în 1649, mama ei a dus-o la curtea Franței, unde rege era nepotul ei, Ludovic al XIV-lea.La vârsta de 17 ani prințesa Henrietta s-a căsătorit cu vărul ei, Filip al Franței, Duce de Orléans, unicul frate al regelui. Nunta a avut loc la Palatul Regal din Paris la 31 martie 1661. Căsătoria a fost una nefericită, soțul ei preferând compania gentlemenilor. Astăzi, ea este cunoscută prin corespondența cu fratele ei regele Carol al II-lea al Angliei, cu care ea a fost foarte apropiată. A avut un rol determinant în negocierile Tratatului de la Dover (1670) care era o alianță ofensivă și defensivă între Anglia și Franța. A murit la Château de Saint-Cloud, în apropiere de Paris, la 30 iunie 1670, la numai două săptămâni de la semnarea tratatului.

## Biografie

### Copilăria în Anglia

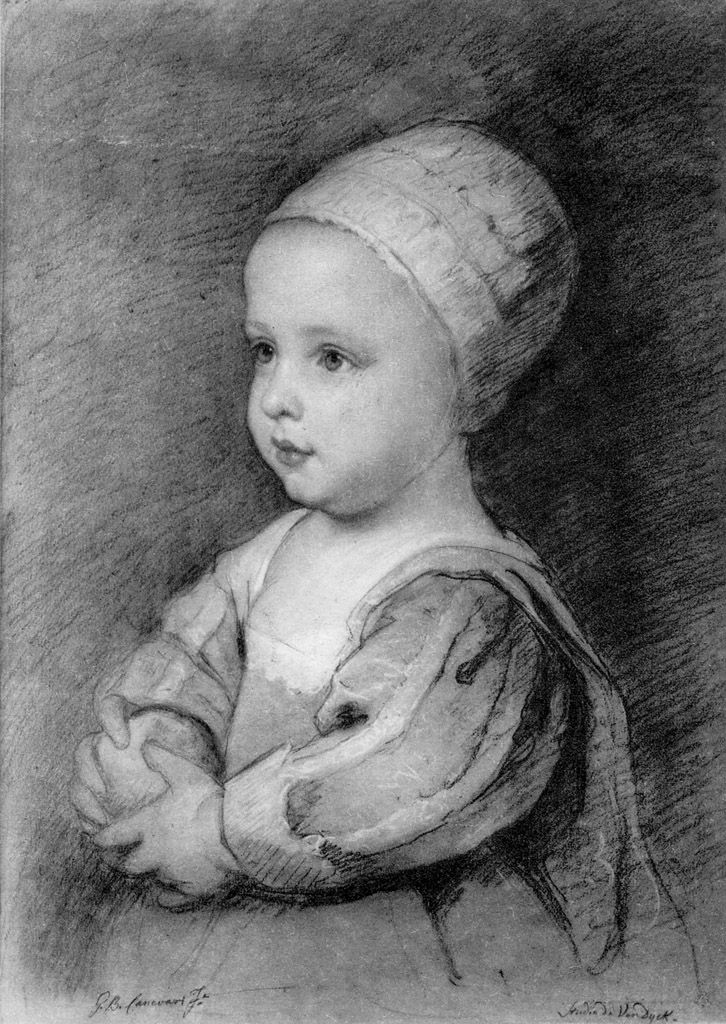
Henrietta Anne pictată de Antoon van Dyck

Prințesa Henrietta Anne s-a născut la Casa Betford Exeter, în 16 iunie 1644 în ajunul celei de a doua bătălii de la Newbury, în timpul Războiului Civil Englez. Tatăl său a fost Carol I al Angliei, iar mama sa a fost fiica mai mică a lui Henric al IV-lea și a Mariei de Medici. Toată viața a fost foarte legată de mama sa Henrietta Maria a Franței. Legăturile cu curtea Franței, ca nepoată a lui Ludovic al XIII-lea al Franței și verișoară primară a lui Ludovic al XIV-lea, se vor dovedi foarte utile pe parcursul vieții sale. Cu puțin timp înainte de nașterea sa, mama sa a fost nevoită să plece de la  Oxford la Exeter, unde a ajuns la 1 mai 1644. Mulți au crezut că nu va supraviețui nașterii din cauza condițiilor de sănătate din acea perioadă. Nașterea a fost deosebit de dificilă, iar prințesa a fost încredințată îngrjirilor lui Anne Villiers, contesă de Morton, cunoscută ca Lady Dalkeith. Pentru siguranța micuței, regina a decis să plece la Falmouth și apoi să meargă în Franța, pentru a cere ajutor lui Ludovic al XIV-lea pentru soțul său. Ajunsă la Falmouth, regina a fost informată că fetița era bolnavă de convulsii, dar și-a revenit. În 26 iulie Henrietta îl întâlnește pentru prima dată pe tatăl său Carol I al Angliei. Înainte de sosire, regele a dat ordin ca prințesa să fie botezată după riturile Bisericii Anglicane, astfel în 21 iulie, a fost botezată cu numele de Henrietta, la Catedrala din Exeter. Este transferată la Oatlands Palace în afara Londrei, unde va trăi până înainte de a fugii în secret în iunie 1646. Lady Dalkeith a asigurat sosirea Henriettei în siguranță în Franța, unde s-a reunit cu mama sa.

### Viața și căsătoria în Franța

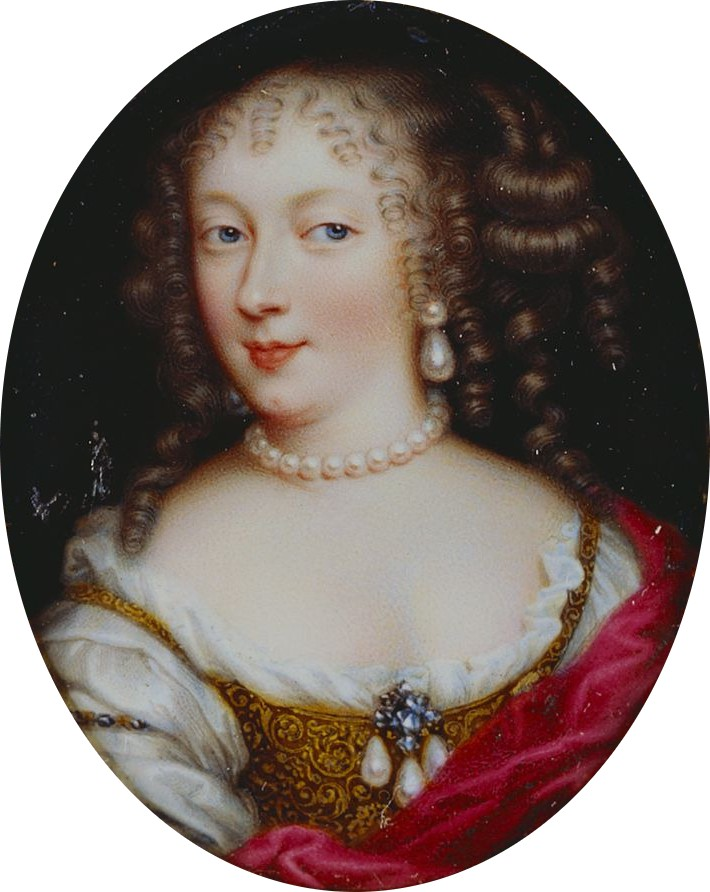
Anne Henrietta a Angliei

La curtea Franței a primit numele Anna, în cinstea mătușii sale Anna de Austria. La sosirea sa în Franța, era cunoscută cu numele de Henriette d'Angleterre sau Princesse d'Angleterre. Ea și mama ei au primit apartamente la Luvru, o pensie lunară de 30000 de livre și utilizarea Castelului Saint-Germain-en-Laye. Mama ei trimitea aproape toți banii soțului său în Anglia, sau cavalerilor exilați fugiți  în Franța. În timpul Frondei, război civil ce a zguduit Franța între 1648-1653,  Henrietta și mama sa au rămas la Luvru. În februarie 1649 mama sa a fost informată de execuția soțului său Carol I, care a fost decapitat în 30 ianuarie. La sfârșitul Frondei, Henrietta și mama sa, s-au transferat la Palais Royal cu tânărul Ludovic al XIV-lea, mama lui și fratele lui Filip. În același timp, mama sa Henrietta Maria decide ca fiica ei, care fusese botezată de Biserica Anglicană, să treacă la religia romano-catolică. În 1652 sosește la curte fratele Henriettei, Henri Stuart, duce de Gloucester. După terminarea Frondei, la curte a devenit o prioritate găsirea unei soții pentru tânărul Ludovic al XIV-lea. Henrietta Maria a făcut o aluzie la fiica sa Henrietta, dar Anna de Austria a preferat-o pe nepoata sa, Maria Tereza a Austriei. Ludovic și Maria Tereza s-au căsătorit în iunie 1660, după aceea Anna de Austria și-a îndreptat atenția spre fiul său mai mic, Filip. În timp ce se aflau la Château de Colombes, reședința personală a Henriettei Maria în afara Parisului, mamă și fiică află despre restaurarea monarhiei în Anglia sub fratele Henriettei, Carol al II-lea și se întorc la Paris. Această schimbare îl face pe Filip, un înflăcărat homosexual, ce fusese implicat în câteva scandaluri sexuale, să o ceară de soție. Înainte de aceasta, s-a spus că Henrietta primise cereri în căsătorie de la Carol Emanuel, Duce de Savoia și Cosimo al III-lea de' Medici, Mare Duce de Toscana, dar nu s-a făcut nimic din cauza situației ei de exilată. Filip era nerăbdător să se căsătorească cu Henrietta, dar mama ei dorea să se întoarcă în Anglia să-și achite datoriile, să-i asigure o dotă fiicei sale și să împiedice anunțata căsătorie a  Ducelui de York cu Anne Hyde, fostă doamnă de onoare a  lui  Mary Henrietta Stuart. În această perioadă Henrietta Maria a aflat că fratele său a murit de variolă în septembrie 1660. În octombrie Henrietta și mama sa, se îmbarcă la Calais pentru Dover, unde vor sta la Castelul din Dover. Pe 22 noiembrie, mâna Henriettei este cerută în mod oficial și este organizată dota sa. Carol al II-lea al Angliei, este de acord să-i dea surorii sale o zestre de 840000 de livre, plus 20000 pentru alte cheltuieli. Henrietta a primit de la el, ca un cadou personal 40000 de livre pe an și Castelul Montargis ca reședință personală. Întoarcerea în Franța a Henriettei a fost întârziată de moartea surorii sale Mary Henrietta Stuart de variolă. A părăsit Anglia în ianuarie 1661. În 30 martie 1661, Henrietta și Filip au semnat contractul de căsătorie la Palais-Royal, iar ceremonia a avut loc a doua zi.

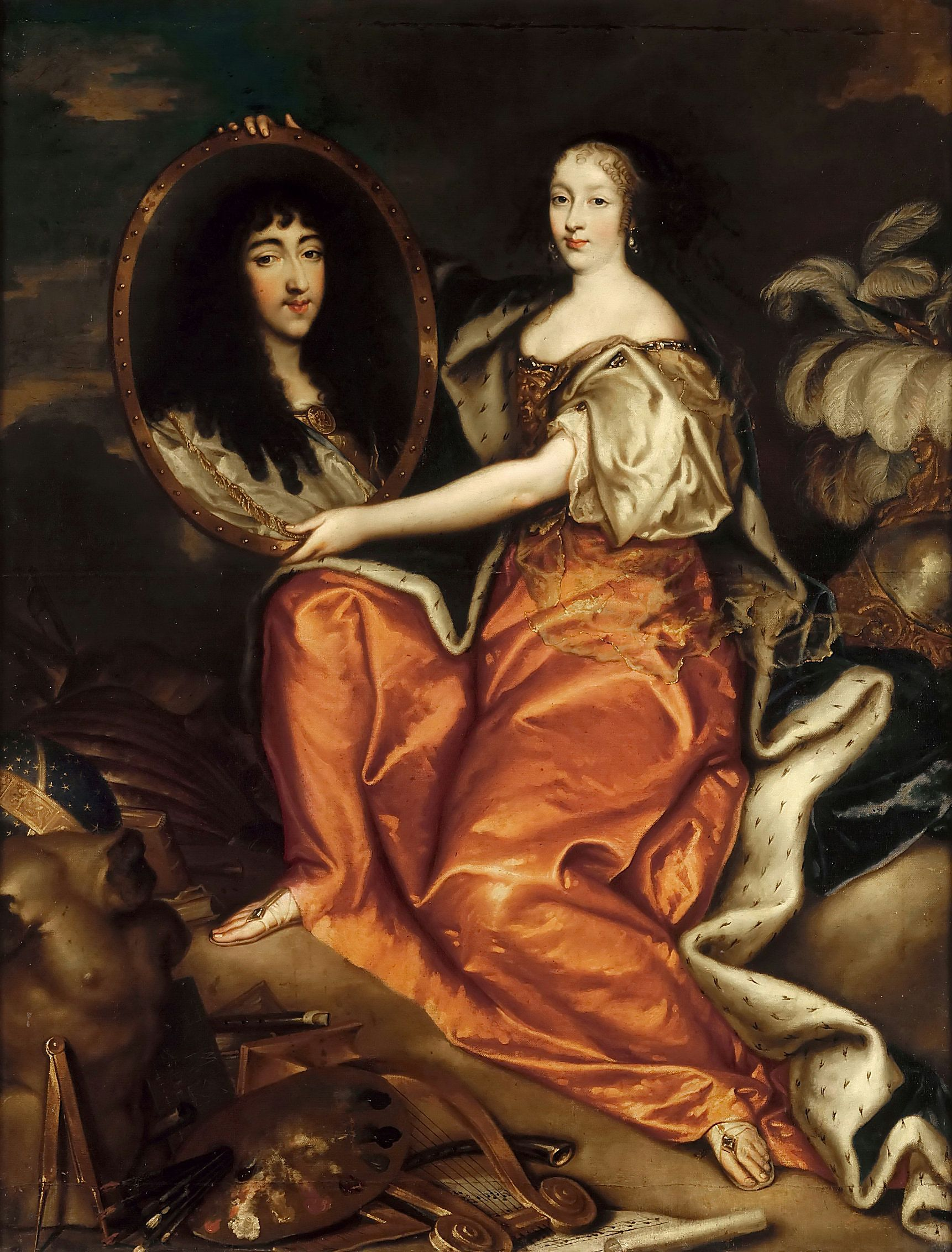
Henrietta pictată ca Minerva, ținând portretul soțului său Filip, de Antoine Mathieu

Căsătoria a fost celebrată cu mare fast, iar cuplul s-a mutat la castelul Tuileries. Pentru că se căsătorise cu Monsieur, Henrietta a devenit Madame, la duchesse d'Orléans. Căsnicia a început bine, iar Filip părea un soț afectuos. La un an după căsătorie, Henrietta dă naștere unei fetițe, Maria Luiza. Paternitatea fetiței a fost pusă la îndoială la curte, unde s-a insinuat că tatăl ar fi Ludovic al XIV-lea sau Ducele de Guise.  Henrietta și Ducele de Guise ar fi început o relație la începutul căsniciei, chiar dacă Guise fusese unul din amanții lui Filip. Aceste flirturi l-au îndurerat pe Filip și s-a plâns mamei sale, Anna de Austria, care i-a certat pe Ludovic al XIV-lea și Henrietta. În acea perioadă la curte se vorbea despre o relație între Henrietta și Ludovic al XIV-lea, care-i aprecia frumusețea, cultura și gustul pentru lux. Există încă ipoteze despre o posibilă relație, dar nu a fost găsită nici o dovadă. Ceea ce e cert, e că Henrietta era regina de necontestat a balurilor și festivităților la curte. Puțin mai târziu, Ludovic începe o relație cu una din doamnele de companie ale Henriettei, Louise de la Vallière, care se spune că trebuia să servească drept paravan celor doi și de care Ludovic al XIV-lea se îndrăgostește. În 1664 dă naștere unui fiu, ducele de Valois, care va muri de convulsii în 1666, după ce fusese botezat cu câteva ore mai devreme. Pierderea fiului a îndurerat-o profund pe Henrietta. Dă naștere unei fetițe moarte în 1665, iar în 1669 naște o fetiță care a fost botezată Anne Marie în 1670. Henrietta a fost apreciată pentru cultura sa, iar corespondența ei cu Moliere, Racine, La Fontaine, Bussy-Rabutin este notabilă. Ea fost cea care a creat grădina de apă la Palais-Royal. A acumulat o mare colecție de picturi de mari dimensiuni, care cuprindea picturi de Van Dyck și Correggio. Personalitatea sa activă i-a făcut pe istorici să creadă că suferea de anorexie nervoasă. La sfârșitul lui 1669, mama sa moare, după ce a luat o cantitate excesivă de opiacee ca antidolorific. Henrietta a fost devastată de durere, iar Filip nu a ajutat-o cu graba lui de a solicita averea ei, înainte de a fi îngropată.

### Tratatul secret de la Dover
Henrietta a avut un rol determinant în tratativele dintre țara sa natală Anglia și țara  adoptivă, Franța. Fratele său, Carol al II-lea al Angliei, de care fusese mereu foarte legată, încerca să stabilească o relație mai strânsă cu Franța. După ce s-a discutat în 1663, doar în 1669 Carol a admis în mod public, că vrea să treacă la religia romano-catolică, promițând că va face din Anglia o țară catolică. Henrietta era dornică să-și viziteze țara natală, iar Ludovic al XIV-lea o încuraja. Dar Filip, secat de flirturile Henriettei cu Guise și alții, era de neclintit spunând că ea nu ar trebui să meargă la regele englez și că ar trebui să rămână alături de el în Franța. Apelând la Ludovic al XIV-lea, ea a reușit să plece în Anglia, unde a ajuns la Dover în 26 mai 1670 și a rămas până la 1 iunie, data când s-a semnat tratatul. Carol trebuia să abandoneze tripla alianță cu Suedia și Republica Olandeză și să-l ajute pe Ludovic la cucerirea Republicii Olandeze, pe care o revendica din partea soției, Maria Tereza, ca parte a dotei sale neplătite. Cu condiția ca cucerirea să se termine cu succes, Anglia a promis mai multe porturi favorabile, de-a lungul unuia din cele mai importante râuri din Republica Olandeză. Tratatul a fost făcut public în 1830. S-a întors în Franța în 18 iunie.

### Moartea

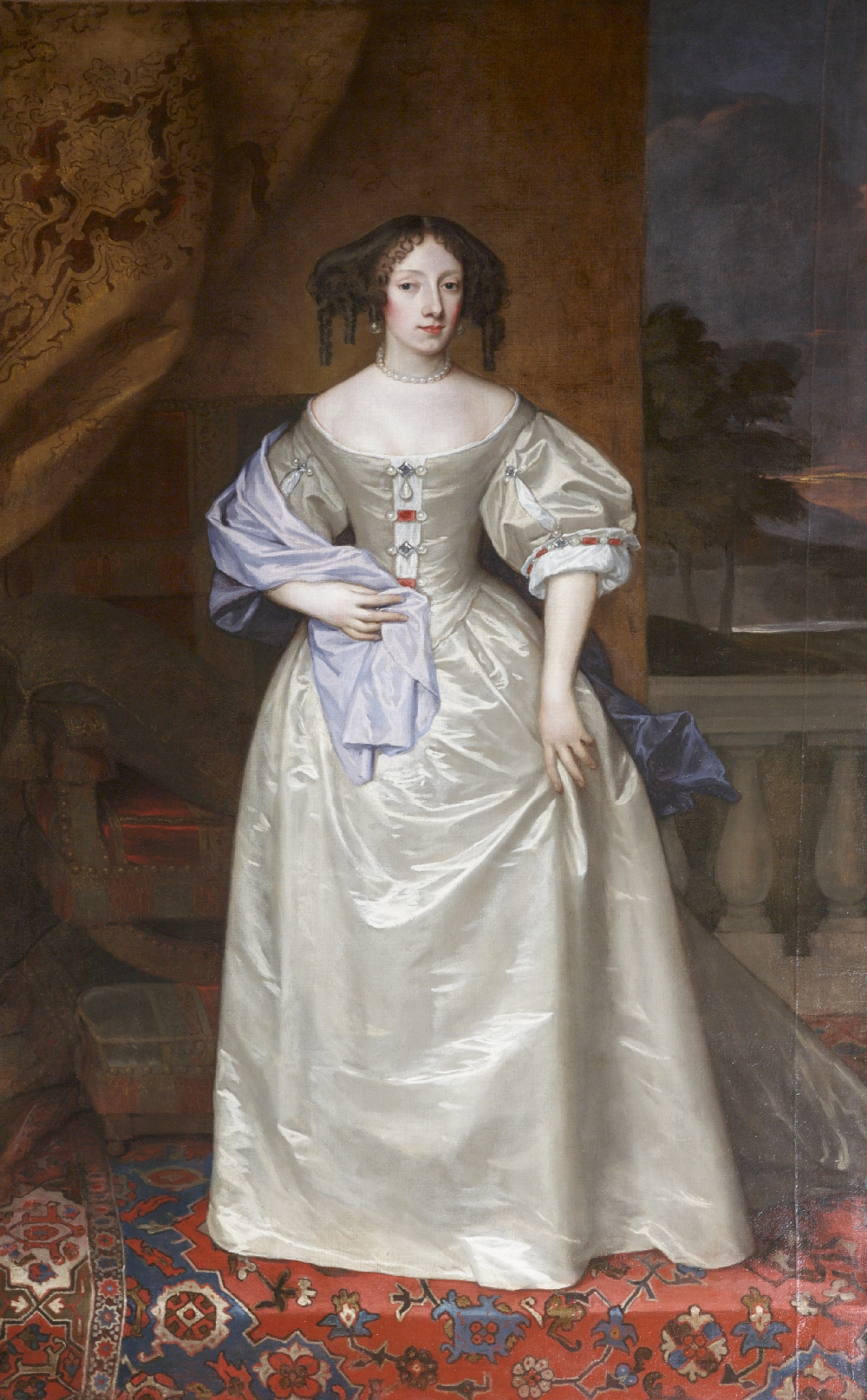
Portret postum al Henriettei comandat de fratele său, pictat de Samuel Cooper

Stema Angliei și Scoției

În 1667 Henrietta a început să se plângă de o durere laterală intermitentă intensă. Începând cu 1670, a început să aibă probleme digestive atât de grave, încât nu putea consuma decât lapte. Revenită în Franța , în 26 iunie a mers cu soțul său la Saint-Cloud. În 29 iunie, la ora cinci a băut un pahar cu apă rece cu cicoare. Potrivit rapoartelor, imediat după ce a băut, a simțit o durere puternică și a strigat:Ah ce durere! Ce trebuie să fac! Sigur am fost otrăvită! Imediat a presupus că a fost otrăvită, a cerut un antidot și ca apa de cicoare să fie examinată. I-au fost administrate tratamente contemporane pentru colici și anti-otrăvuri. Familia regală a auzit vestea după câteva ore și a venit la Sait-Cloud. Episcopul Bossuet a fost chemat și i-a dat Sfântul Maslu. La 2 dimineața în 30 iunie 1670, după o lungă agonie, Henrietta a murit . S-a spus că Chevalier de Lorraine (marea dragoste a lui Filip), intrigant notoriu și lipsit de scrupule și marchizul d'Effiat ar fi fost complici și ar fi otrăvit-o pe Henrietta. Unii martori au spus că Madame a fost cuprinsă de dureri teribile imediat după ce a băut ceașca cu cicoare. Ipoteze recente sugerează posibilitate unei porfirii acute intermitente, ceea ce ar explica sintomele. Teoria otrăvii, pusă nu în băutură, ci pe pereții ceștii (ca toți prinții de sânge Madame avea propria veselă, pe care o folosea doar ea), este preluată de Prințesa Palatină în memoriile sale. Fără să precizeze de unde avea informațiile, ea pare convinsă de teoria otrăvirii și s-a crezut că Monsieur, care avea reputația de a nu putea ține un secret, ar fi făcut aluzie la posibilul vinovat. Cu toate acestea Madame de La Fayette, (prietenă cu Henrietta) scrie în Histoire de Madame Henriette d'Angleterre, că Henrietta se plângea de câteva zile de dureri de stomac și nu arăta prea bine, ceea ce ar putea susține teza unei peritonite. Ludovic al XIV-lea a ordonat efectuarea unei autopsii, pentru a clarifica cauza morții ce părea suspectă, dar în același timp a interzis medicilor de a discuta raportul autopsiei în cazul unei otrăviri, (amenințându-i cu pedeapsa cu moartea), ceea ce dacă s-ar fi aflat, ar fi iscat un scandal enorm.  Șaptesprezece francezi și doi medici englezi, ambasadorul britanic și circa o sută de spectatori au observat autopsia și deși raportul oficial a declarat: "moarte din cauza morbus holerei(gastroenterită), mulți nu au fost de acord. Henrietta a fost înmormântată la Basilica Saint-Denis în 4 iulie, iar o altă slujbă religioasă a fost ținută în 21 iulie. Au participat la înmormântare toate autoritățile locale importante, printre care parlamentul, tribunalul, membrii coorporaților orașelor, marea nobilime precum și oameni din popor . Au fost prezenți ambasatorul britanic, regele Poloniei Ioan Cazimir al II-lea Vasa, ducele de Buckingam, prinții de sânge. Membrii familiei lui Madame și Monsieur au ajuns ultimii purtând torțe în mâini. A fost ridicat un mausoleu înconjurat cu urne de argint, altare și împodobit cu o mulțime de statui alegorice reprezentând tinerețea, muzica, poezia. Sicriul a fost acoperit cu o țesătură de aur tivită cu hermină, brodată cu stemele Angliei și Franței cu fir de aur și argint. Fiecare a ocupat locul și s-au aprins sute de lumânări. Slujba a fost ținută de Arhiepiscopul de Reims asistat de alți episcopi, iar liturghia a fost cântată de muzicienii regelui, organizați de Lully. Monsieur s-a recăsătorit cu Elisabeth Charlotte care și ea era descendentă a Mariei Stuart, cu care a avut doi copii.

## Copii
- Maria Luiza de Orléans (1662-1689). A fost prima soție a regelui Carol al II-lea al Spaniei. A murit ca mama sa în Spania, la douăzecișișase de ani în condiții asemănătoare[46]. Și la moartea ei s-a spus că a fost otrăvită[47].
- Philip Charles, Duce de Valois (1664-1666).
- Anne Marie de Orléans (1669-1728). A fost prima soție a lui Victor Amadeus al II-lea de Savoia, primul rege al Sardiniei, cu care s-a căsătorit în 1684. A avut opt copii, cel mai mare, prințesa Marie-Adélaïde de Savoia a fost mama lui Ludovic al XV-lea al Franței. Și ea a murit la douăzecișișase de ani.